# Geldkatze

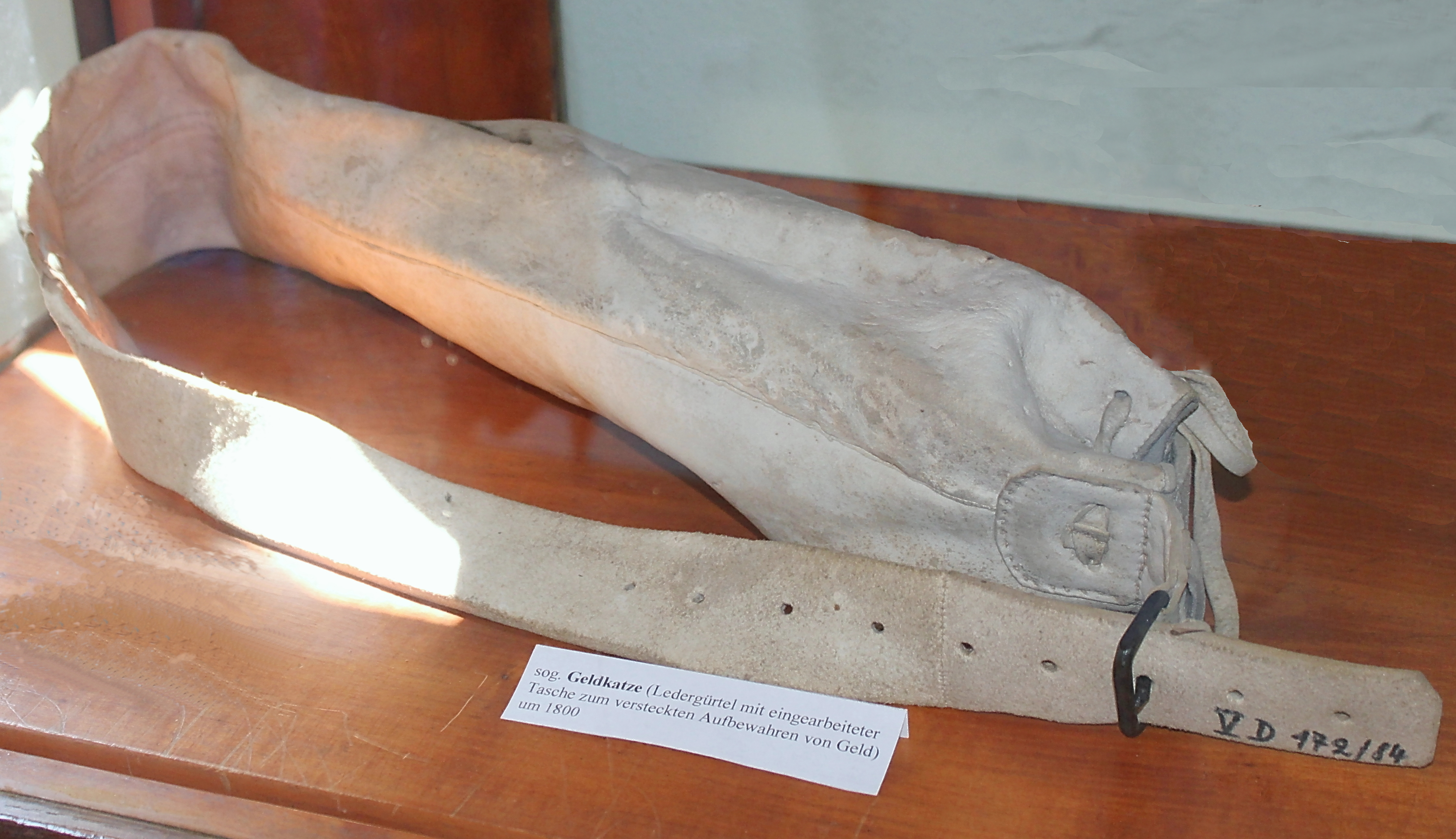
Geldgürtel aus Leder um 1800

Geldkatze im Stil des 19. Jahrhunderts

Der Begriff der Geldkatze (auch kurz Katze) kann mehrere verschiedene Formen des Geldbeutels bezeichnen: Einen am Gürtel befestigten Beutel in unterschiedlichen Formen, meist zur Aufbewahrung von Münzgeld, aber auch kleinen wertvollen Gegenständen wie Ringen, Steinen oder Edelmetallstücken, oder einen Gürtel mit eingearbeitetem Geldfach. Der Begriff ist eigenständig und war im Mittelalter weit verbreitet.

## Herkunft des Begriffs
Zur Herkunft des Namens gibt es mehrere Erklärungen. Möglich ist die Benennung nach der Herstellung, denn die Gürteltaschen wurden oft aus dem Balg einer Katze gefertigt (Katzenleder). Der Begriff kann auch daher rühren, dass die Gestalt des am Gürtel getragenen Beutelchens an einen kleinen Katzenkopf erinnert.
Wahrscheinlicher ist jedoch eine Ableitung aus dem althochdeutschen chazza für „Gefäß, Beutel zum Tragen“ oder aus dem Arabischen خزينة ḫazīnah „Kasse, Tresor, Staatskasse“.
Die Katze wurde im Mittelalter und wieder im frühen und mittleren 19. Jahrhundert getragen, oft verziert mit Schmuckperlen oder Stickereien.

## Beschaffenheit
Die Geldkatze des 19. Jh. ist ein schlauchartig genähter, an beiden Enden verschlossener Beutel aus Leder, meist aber Gestrick- oder Häkelarbeit. An der Längsseite befindet sich ein länglicher Schlitz. Wird dieser Schlauch über den Gürtel gehängt, so entstehen zwei Säckchen, in denen das Geld aufbewahrt wird. Das Säckchen kann nach außen oder nach innen in die Kleidung getragen werden. Weil der Schlitz an der Längsseite ist, die über dem Gürtel liegt, können die Münzen nicht versehentlich verloren gehen. Oft wurden zusätzlich zwei Metallringe als Verschluss angebracht. Zum Zahlen wird die Katze vom Gürtel genommen.

## Historisches Ende und heutige Bedeutung
Mit dem Aufkommen des Papiergeldes ging der Alltagsnutzen der Geldkatze verloren. Der Tauschwert von Münzen wurde zunehmend geringer, so dass sich Brieftasche und Portemonnaie im Alltagsgebrauch durchsetzen konnten.
Gehalten hat sich die Geldkatze bis heute in der Redewendung „Rubbel die Katz'“ – als Aufforderung zu schnellem Handeln. Wer bei Preisverhandlungen die Katze „rubbelte“, zählte die in den Säckchen enthaltenen Münzen durch Drüberstreichen, ohne sie aber zu entnehmen – stand also kurz vor einer Kaufentscheidung.